# 考姆翁布

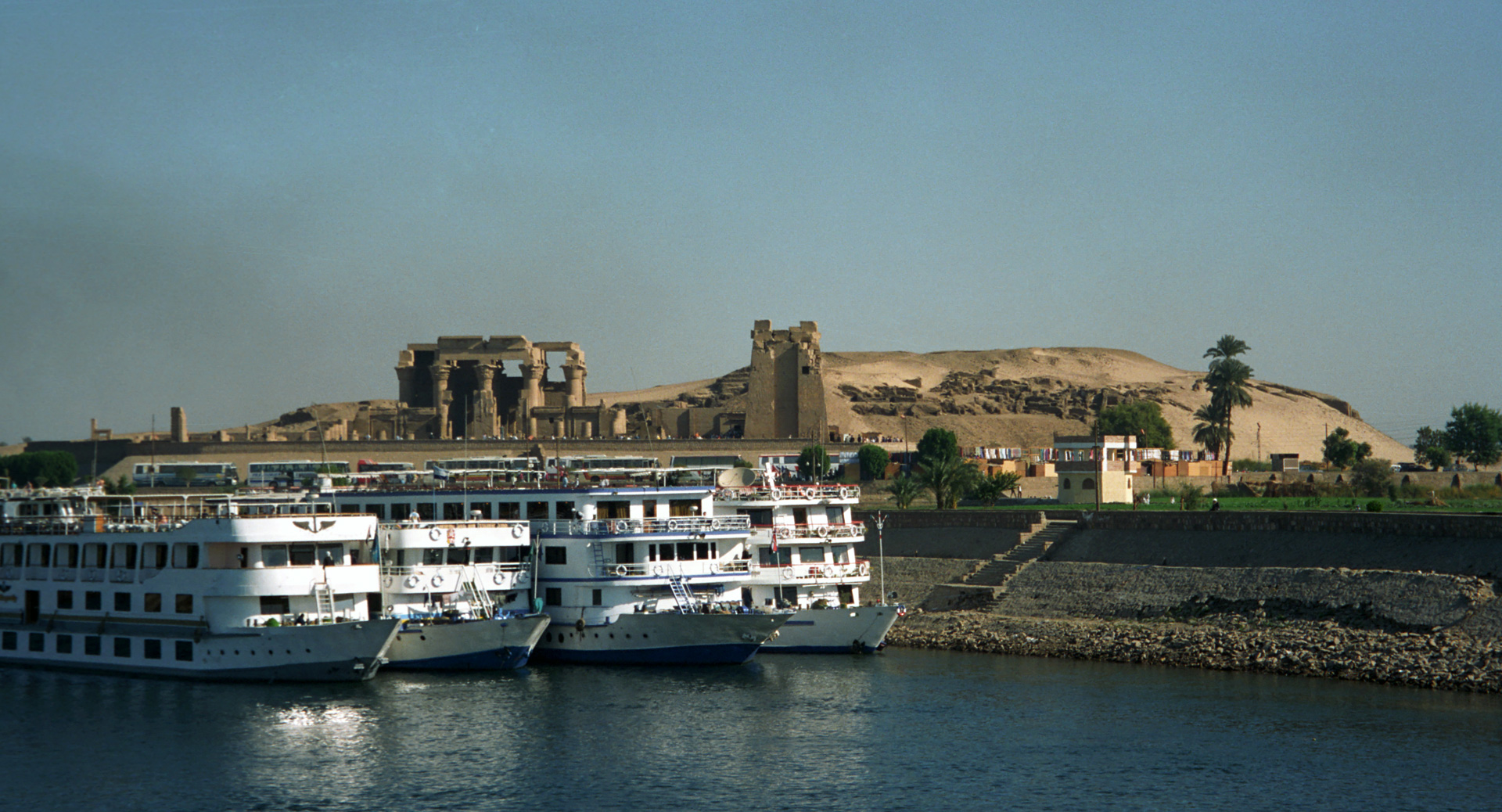
考姆翁布

考姆翁布是埃及的城鎮，由阿斯旺省負責管轄，位於該國東南部尼羅河東岸，距離首府阿斯旺40公里，主要農產品有甘蔗和玉米，2010年人口75,128。